# Caterina Benedetti
Caterina Benedetti Gorga (Buenos Aires, 15 de mayo de 2000) es una balonmanista argentina, que ha formado parte de la selección femenina de balonmano playa de Argentina o «Las Kamikazes», ganadora de dos medallas de oro y una de bronce.
Formó parte del plantel que obtuvo la medalla de bronce en el Mundial de Mauricio de 2017 y que ganó el Campeonato Panamericano de Paraguay en el mismo año.
En los Juegos Olímpicos de la Juventud 2018 celebrados en Buenos Aires, Argentina, representó a su país en la disciplina de balonmano playa, certamen donde con su selección obtuvo la medalla dorada derrotando en la final al seleccionado femenino de Croacia.
En los IV Juegos Suramericanos de Playa en Rosario, Argentina,  obtuvo una medalla dorada en la disciplina de balonmano playa derrotando en la final al seleccionado femenino de Brasil.

## Logros

### Podios
| Año  | Lugar        | Rival   | Marcador | Resultado |
| ---- | ------------ | ------- | -------- | --------- |
| 2018 | Buenos Aires | Croacia | 2–0      | Oro       |
| 2019 | Rosario      | Brasil  | 7-6      | Oro       |
| 2025 | Alburquerque | Unas    | 2-0      | Oro       |